# L'Étrange Aventurière
Pour plus de détails, voir Fiche technique et Distribution.
L’Étrange Aventurière (I See a Dark Stranger) est un film d'espionnage britannique réalisé par Frank Launder, sorti en 1946.

## Synopsis
L'action se déroule en 1944. Bridie Quilty, une jeune Irlandaise, fervente admiratrice des exploits de son père qu'elle considère être un des héros de la Période révolutionnaire irlandaise de 1916 et qui ne cesse de les relater sur un mode épique dans les "pubs" de la nouvelle République d'Irlande, grandit dans la détestation de l'Angleterre en général et de Crowmwell en particulier (l'homme qui a soumis et rattaché l'Irlande à la Couronne anglaise). 
À la mort de son père, elle a 21 ans et part pour la capitale Dublin dans le but de s'enrôler dans l'I.R.A. (Armée Républicaine Irlandaise) mais reçoit une fin de non-recevoir de la part de  l'ex-officier et compagnon d'armes de son père, ce dernier comprenant que l'histoire qu'elle lui relate n'est fondée que sur un tissu d'affabulations auxquelles elle a naïvement cru. 
Dans le train qui l'a conduite dans la capitale, elle a fait la connaissance d'un homme, un certain Miller, qu'elle a pris d'abord pour un Anglais mais qui est en réalité un espion allemand. 
Une ellipse (ou une scène de liaison manquante) ne renseigne pas le spectateur sur la façon dont Miller parvient à la convaincre de travailler pour lui alors qu'il la retrouve par hasard en Angleterre, dans le comté du Devon. Toujours est-il qu'on retrouve Bridie travaillant dans un hôtel ; elle est chargée par Miller de distraire un jeune Anglais en villégiature, David, qui rédige précisément une thèse sur Cromwell, et que l'Allemand prend pour un officier des services de contre-espionnage Britanniques.
Celui-ci ne tarde pas à tomber amoureux de la jolie Irlandaise tandis qu'elle finit par comprendre que le jeune homme est simplement un officier en permission, totalement ignorant du drame qui se joue par ailleurs. En effet, l'Allemand a réussi à faire évader un espion arrêté par la police mais l'opération a échoué et le prisonnier en fuite a été abattu après une course poursuite en automobile. Revenue à la pension où Bridie travaille, elle retrouve l'homme gravement blessé par balle : il lui confie la mission de retrouver un carnet dissimulé dans un endroit particulier de l'Île de Man et, sachant qu'il va mourir, de se débarrasser de son corps. Elle parvient à embarquer le cadavre dans un fauteuil roulant et à le précipiter du haut d'une falaise après avoir traversé une foule qui menaçait à tout instant de faire capoter son plan.
De nombreuses péripéties vont attendre Bridie à l'Ile de Man où, recherchée par des policiers plus soucieux de réjouissances et de festivités que de rigueur dans leur investigation, et toujours poursuivie par David ainsi que par un autre espion nazi, elle parviendra à retrouver le document qui contient des informations capitales à propos du débarquement allié sur le continent.
Elle détruit le carnet quand elle comprend que transmettre ces renseignements aux Allemands signifie de facto la mort de milliers de soldats Irlandais. Elle songe alors à se rendre à la police pour éviter à David d'être accusé de complicité et de haute trahison lorsqu'elle est enlevée par quatre hommes travaillant pour les nazis. Embarquée dans un navire en partance pour l'Irlande, elle se retrouve prise en otage avec David qui l'a imprudemment suivie.
Une série burlesque d'événements vont alors se succéder une fois débarqués dans l'île, près de la frontière avec l'Irlande du Nord, territoire britannique. De folle poursuite en bagarre, toute la bande finit par être arrêtée par la police. Répondant finalement à l'amour de David, elle refuse de le quitter, sachant qu'elle risque la mort si elle reste en Ulster, territoire britannique. Mais il la persuade de passer la frontière proche après que la radio a annoncé le débarquement allié et que les renseignements qu'elle possédait ne sont plus d'aucun intérêt.
La paix retrouvée, la lune de miel des jeunes mariés tourne au vinaigre quand Bridie s’aperçoit que David a réservé une chambre à l'auberge "Cromwell Arms", ce qui la décide à prendre sa valise et le large, sous le regard ahuri de son mari, en image de fin.

## Fiche technique
- Titre : L'Étrange Aventurière
- Titre original : I See a Dark Stranger
- Réalisation : Frank Launder
- Scénario : Frank Launder, Sidney Gilliat, Wolfgang Wilhelm (en) et Liam Redmond
- Photographie : Wilkie Cooper
- Musique : William Alwyn
- Production : Sidney Gilliat et Frank Launder
- Société de production : Individual Pictures
- Société de distribution : General Film Distributors
- Montage : Thelma Connell
- Décors : David Rawnsley et Norman G. Arnold
- Costumes : Joy Ricardo
- Pays d'origine :  Royaume-Uni
- Langue :anglais
- Format : noir et blanc — 1,37:1 — son : mono
- Genre : espionnage, thriller
- Durée : 112 minutes (USA : 98 minutes)
- Dates de sortie :
  - 4 juillet 1946  Royaume-Uni
  - 3 avril 1947  États-Unis (New York)

## Distribution
- Deborah Kerr : Bridie Quilty
- Trevor Howard : le lieutenant David Baynes
- Raymond Huntley : J. Miller
- Michael Howard : Hawkins
- Norman Shelley : l’homme au chapeau de paille
- Liam Redmond : oncle Timothy
- Brefni O'Rorke : Michael O'Callaghan
- James Harcourt : le grand-père
- George Woodbridge : Walter
- Garry Marsh : le capitaine Goodhusband
- Torin Thatcher : un agent de police
- Marie Ault : Mme O'Mara

Et, parmi les acteurs non crédités :
- Eddie Byrne : un marin irlandais
- Patricia Laffan : rôle indéterminé
- Albert Sharpe : le patron du bistrot

## Récompenses et distinctions
- Prix du cercle de la critique newyorkaise 1947 de la meilleure actrice, à Deborah Kerr